# Euselasia hieronymi
Euselasia hieronymi is een vlindersoort uit de familie van de prachtvlinders (Riodinidae), onderfamilie Euselasiinae.
Euselasia hieronymi werd in 1868 beschreven door Salvin & Godman.